# International Journal of Thermophysics
International Journal of Thermophysics is een internationaal, aan collegiale toetsing onderworpen wetenschappelijk tijdschrift op het gebied van de natuurkunde. De naam wordt in literatuurverwijzingen meestal afgekort tot Int. J. Thermophys.
Het wordt uitgegeven door Plenum Press en verschijnt tweemaandelijks.
Het eerste nummer verscheen in 1980.